# Jean-Noël Augert
Jean-Noël Augert (Fontcouverte-la-Toussuire, 17 agosto 1949) è un ex sciatore alpino francese, campione mondiale nello slalom speciale a Val Gardena 1970 e vincitore di tre Coppe del Mondo di slalom speciale.

## Biografia
Cresciuto nella stazione sciistica di Le Corbier, in Moriana (Savoia), Jean-Noël Augert proviene da una famiglia di grandi tradizioni nello sci alpino: sposato con Françoise Macchi, è cugino di Jean-Pierre Augert e di sua sorella Colette, madre di Jean-Pierre e Vanessa Vidal, tutti a loro volta sciatori alpini di alto livello.

### Carriera sciistica

#### Stagioni 1966-1971
Specialista delle prove tecniche che brillava maggiormente nello slalom speciale, Augert debuttò in campo internazionale in occasione della 15ª Coupe Émile Allais, il 28 gennaio 1966 a Megève in slalom gigante (24º); in Coppa del Mondo esordì l'8 gennaio 1968 ad Adelboden nella medesima specialità (31º) e conquistò la prima vittoria, nonché primo podio, il 6 gennaio dell'anno seguente ancora nello slalom gigante della Chuenisbärgli di Adelboden. In quella stagione 1968-1969, dopo aver conquistato 5 podi con 3 vittorie, si aggiudicò la sua prima Coppa del Mondo di slalom speciale a pari merito con l'austriaco Alfred Matt e i connazionali Alain Penz e Patrick Russel; fu inoltre 2º nella classifica generale (superato dal vincitore, l'austriaco Karl Schranz, di 59 punti) e 3º in quella di slalom gigante.
Nella stagione 1969-1970 in Coppa del Mondo ottenne 9 podi con 2 vittorie e fu 3º nella classifica di slalom speciale; ai Mondiali di Val Gardena 1970, sua prima presenza iridata, vinse la medaglia d'oro nello slalom speciale e non completò lo slalom gigante. Nella stagione 1970-1971 vinse la sua seconda Coppa del Mondo di slalom speciale con 5 punti di margine sull'italiano Gustav Thöni; i suoi podi stagionali furono 7 con 5 vittorie, tra le quali quelle negli slalom speciali disputati sulla Loipl di Berchtesgaden il 6 gennaio e sulla Ganslern di Kitzbühel il 24 gennaio.

#### Stagioni 1972-1973
Anche nella stagione 1971-1972 si aggiudicò, per la terza volta, la Coppa del Mondo di slalom speciale, con 20 punti di vantaggio sul polacco Andrzej Bachleda, 5 podi e 2 vittorie (nuovamente lo slalom speciale di Kitzbühel, il 16 gennaio, e quello della Männlichen/Jungfrau di Wengen il 23 gennaio). Ai XI Giochi olimpici invernali di Sapporo 1972, sua unica presenza olimpica, frenato da uno stiramento alla coscia si classificò 5º sia nello slalom gigante sia nello slalom speciale.
Nella stagione 1972-1973 in Coppa del Mondo vinse per la terza volta lo slalom speciale di Kitzbühel, disputato il 28 gennaio; il 23 marzo a Heavenly Valley conquistò l'ultima vittoria, in slalom speciale, e il giorno successivo l'ultimo podio, nella medesima località in slalom gigante (3º), in quella che sarebbe rimasta la sua ultima gara: la carriera agonistica di Augert si interruppe in quello stesso 1973 quando partecipò alla contestazione contro i responsabili tecnici della nazionale francese assieme ad altri atleti di primo piano della squadra maschile e la Federazione sciistica della Francia reagì mettendoli fuori squadra.

### Altre attività

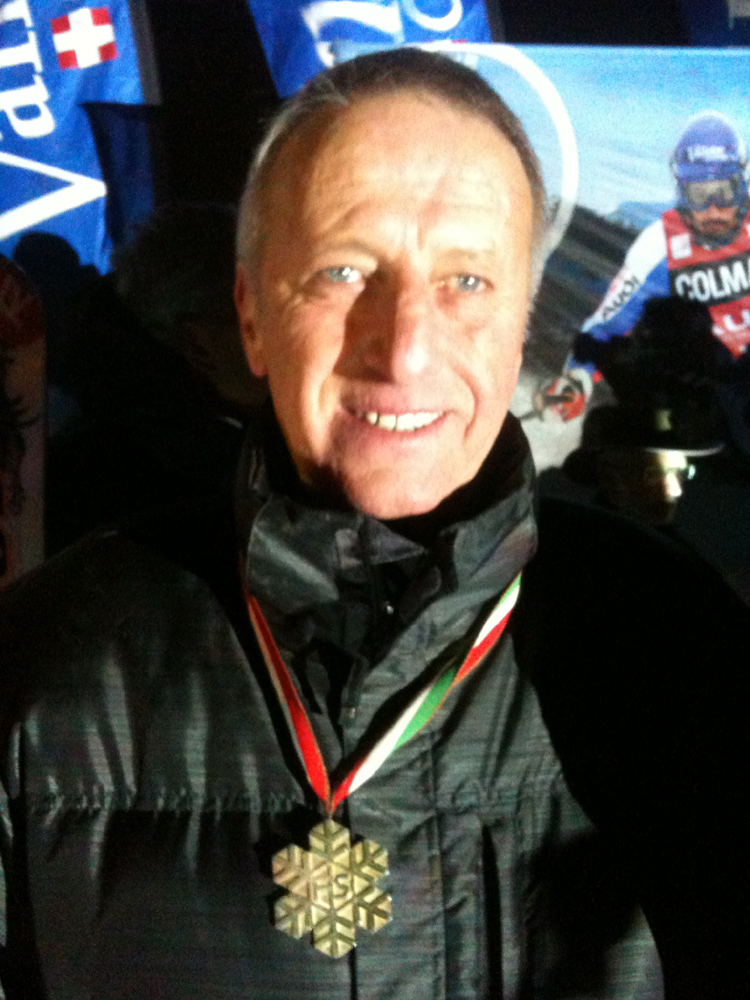
Jean-Noël Augert a Valloire nel 2011 con la medaglia d'oro iridata vinta a Val Gardena 1970

Dopo il ritiro prese parte al circuito professionistico nordamericano (Pro Tour) e in seguito intraprese diverse attività commerciali nella stazione sciistica di Le Corbier.

## Palmarès

### Mondiali
- 1 medaglia:
  - 1 oro (slalom speciale[7] a Val Gardena 1970)

### Coppa del Mondo
- Miglior piazzamento in classifica generale: 2º nel 1969
- Vincitore della Coppa del Mondo di slalom speciale nel 1969, nel 1971 e nel 1972
- 30 podi:
  - 15 vittorie
  - 9 secondi posti
  - 6 terzi posti

#### Coppa del Mondo - vittorie
| Data             | Località          | Paese          | Specialità |
| ---------------- | ----------------- | -------------- | ---------- |
| 6 gennaio 1969   | Adelboden         | Svizzera       | GS         |
| 8 febbraio 1969  | Åre               | Svezia         | GS         |
| 22 marzo 1969    | Waterville Valley | Stati Uniti    | SL         |
| 21 dicembre 1969 | Lienz             | Austria        | SL         |
| 6 gennaio 1971   | Berchtesgaden     | Germania Ovest | SL         |
| 8 febbraio 1970  | Val Gardena       | Italia         | SL         |
| 24 gennaio 1971  | Kitzbühel         | Austria        | SL         |
| 30 gennaio 1971  | Megève            | Francia        | SL         |
| 7 febbraio 1971  | Mürren            | Svizzera       | SL         |
| 14 marzo 1971    | Åre               | Svezia         | SL         |
| 16 gennaio 1972  | Kitzbühel         | Austria        | SL         |
| 23 gennaio 1972  | Wengen            | Svizzera       | SL         |
| 28 gennaio 1973  | Kitzbühel         | Austria        | SL         |
| 15 marzo 1973    | Naeba             | Giappone       | SL         |
| 23 marzo 1973    | Heavenly Valley   | Stati Uniti    | SL         |

Legenda:

GS = slalom gigante

SL = slalom speciale

### Campionati francesi
- 3 ori (slalom speciale nel 1968; slalom speciale, combinata nel 1970)[senza fonte]

## Statistiche

### Podi in Coppa del Mondo
| Stagione/Specialità | Slalom gigante | Slalom gigante | Slalom gigante | Slalom speciale | Slalom speciale | Slalom speciale | Podi totali |
| ------------------- | -------------- | -------------- | -------------- | --------------- | --------------- | --------------- | ----------- |
| Stagione/Specialità | 1º             | 2º             | 3º             | 1º              | 2º              | 3º              | Podi totali |
| 1968                |                |                |                |                 |                 |                 | 0           |
| 1969                | 2              |                |                | 1               | 2               |                 | 5           |
| 1970                |                | 1              | 3              | 2               | 1               | 2               | 9           |
| 1971                |                | 1              |                | 5               | 1               |                 | 7           |
| 1972                |                | 1              |                | 2               | 2               |                 | 5           |
| 1973                |                |                | 1              | 3               |                 |                 | 4           |
| Totale              | 2              | 3              | 4              | 13              | 6               | 2               | 30          |
| Totale              | 9              | 9              | 9              | 21              | 21              | 21              | 30          |